# Lamdre
Mārgaphala (Sánscrito; Tibetano: lam ‘bras, pronunciado Lamdre) es un sistema de meditación del budismo Vajrayāna enraizado en la vista de que el resultado de su práctica es contenido dentro del camino. 
El nombre Mārgaphala significa el "camino" [mārga; Tib. lam] con su resultado o fruto [phala; Tib. ‘bras]”. En el Tíbet, las enseñanzas Mārgaphala se consideran el summum bonum del linaje sakia.